# Chauvigné
Pour les articles homonymes, voir Chauvigné (homonymie).
Chauvigné est une commune française située dans le département d'Ille-et-Vilaine en Région Bretagne, peuplée de 807 habitants.

## Géographie
Chauvigné est situé à 38 km au nord-est de Rennes, à 30 km au sud du mont Saint-Michel et à 23 km à l'ouest de Fougères, précisément dans le pays de Fougères.

### Communes limitrophes
|                       | Tremblay (Val-Couesnon)     |                     |
| Romazy                | Chauvigné                   | Saint-Marc-le-Blanc |
| Vieux-Vy-sur-Couesnon | Saint-Christophe-de-Valains | Le Tiercent         |

### Hameaux
Les principaux hameaux de la commune de Chauvigné sont :
- Boismine
- Brimblin
- Couvy
- Haiches
- Barbotaie (la)
- Basse Guérinaie (la)
- Basse Guillaumaie(la)
- Basse Touche (la)
- Bertinais (la)
- Brégeonnaie (la)
- Brûlaie (la)
- Butte du Tertre (la)
- Chenaie (la) ; Chênaie (la)
- Chevalaie 'la)
- Claiteraie (la)
- Connuaie (la) ; Conuaie (la)
- Corbellière (la)
- Corbinaie (la)
- Costardière (la)
- Couperie (la)
- Croix Robin (la)
- Deuêterie (la) ; Deveterie (la)
- Fauvelaie (la) ; Fauvelaye (la)
- Gastinaie (la)
- Gennerie (la)
- Goussardaie (la)
- Grande Hacherie (la)
- Grande Noë (la)
- Haunaie (la)
- Haute Guérinaie (la)
- Haute Guillaumaie (la)
- Juquelaie (la)
- Maison Neuve (la)
- Moisondaie (la)
- Montagnerie (la)
- Noé Chotard (la) ; Noë Chotard (la)
- Noë Guy (la)
- Noë Mialaie (la)
- Perrette (la)
- Petite Hacherie (la)
- Poupardaie (la)
- Pretaie (la) ; Prétaie (la)
- Rue (la)
- Touche (la)
- Vallée (la)
- Augeardière (l')
- Bas Châtel (le)
- Bas Gérouard (le)
- Bois de Chauvigné (le)
- Châtel (le)
- Coignet le)
- Croisé (le)
- Fretay (le)
- Georju (le)
- Grand Clos (le)
- Grand Mésandray 'le)
- Haut Gérouard (le)
- Petit Mésandray (le)
- Plessis (le)
- Poncet (le)
- Poteau (le)
- Rocher Chotard (le)
- Rocher Métayer (le)
- Terras (le)
- Bertries (les)
- Bordes (les)
- Granges (les)
- Quatre Rottes (les)
- Roiries (les)
- Mornon
- Moulin de Boismine
- Saint-Georges
- Saute Coudre
- Seugé
- Touche Ronde
- Roieries (les)

### Hydrographie
Pour un article plus général, voir Réseau hydrographique d'Ille-et-Vilaine.
La commune est située dans le bassin Loire-Bretagne. Elle est drainée par la Minette, le Douétel, le ruisseau de Rinan, le ruisseau de Ritort, le ruisseau le Moulinet, le ruisseau de Saint-crespin et le ruisseau des Saules,,.
La Minette, d'une longueur de 25 km, prend sa source dans la commune de Romagné et se jette  dans le Couesnon à Vieux-Vy-sur-Couesnon, après avoir traversé onze communes. 

### Climat
Pour des articles plus généraux, voir Climat de la Bretagne et Climat d'Ille-et-Vilaine.
En 2010, le climat de la commune est de type climat océanique franc, selon une étude du CNRS s'appuyant sur une série de données couvrant la période 1971-2000. En 2020, Météo-France publie une typologie des climats de la France métropolitaine dans laquelle la commune est exposée à un climat océanique et est dans la région climatique  Bretagne orientale et méridionale, Pays nantais, Vendée, caractérisée par une faible pluviométrie en été et une bonne insolation. Parallèlement l'observatoire de l'environnement en Bretagne publie en 2020 un zonage climatique de la région Bretagne, s'appuyant sur des données de Météo-France de 2009. La commune est, selon ce zonage, dans la zone « Intérieur Est  », avec des hivers frais, des étés chauds et des pluies modérées.  
Pour la période 1971-2000, la température annuelle moyenne est de 11,2 °C, avec une amplitude thermique annuelle de 12,8 °C. Le cumul annuel moyen de précipitations est de 834 mm, avec 13 jours de précipitations en janvier et 7,9 jours en juillet. Pour la période 1991-2020, la température moyenne annuelle observée sur la station météorologique la plus proche, située sur la commune de Feins à 14 km à vol d'oiseau, est de 11,9 °C et le cumul annuel moyen de précipitations est de 816,2 mm,. Pour l'avenir, les paramètres climatiques de la commune estimés pour 2050 selon différents scénarios d'émission de gaz à effet de serre sont consultables sur un site dédié publié par Météo-France en novembre 2022.

## Urbanisme

### Typologie
Au 1er janvier 2024, Chauvigné est catégorisée commune rurale à habitat dispersé, selon la nouvelle grille communale de densité à sept niveaux définie par l'Insee en 2022.
Elle est située hors unité urbaine et hors attraction des villes,.

### Occupation des sols
L'occupation des sols de la commune, telle qu'elle ressort de la base de données européenne d'occupation biophysique des sols Corine Land Cover (CLC), est marquée par l'importance des territoires agricoles (96,6 % en 2018), une proportion identique à celle de 1990 (96,6 %). La répartition détaillée en 2018 est la suivante : 
zones agricoles hétérogènes (49,4 %), terres arables (31,4 %), prairies (15,8 %), forêts (3,4 %). L'évolution de l'occupation des sols de la commune et de ses infrastructures peut être observée sur les différentes représentations cartographiques du territoire : la carte de Cassini (XVIIIe siècle), la carte d'état-major (1820-1866) et les cartes ou photos aériennes de l'IGN pour la période actuelle (1950 à aujourd'hui).

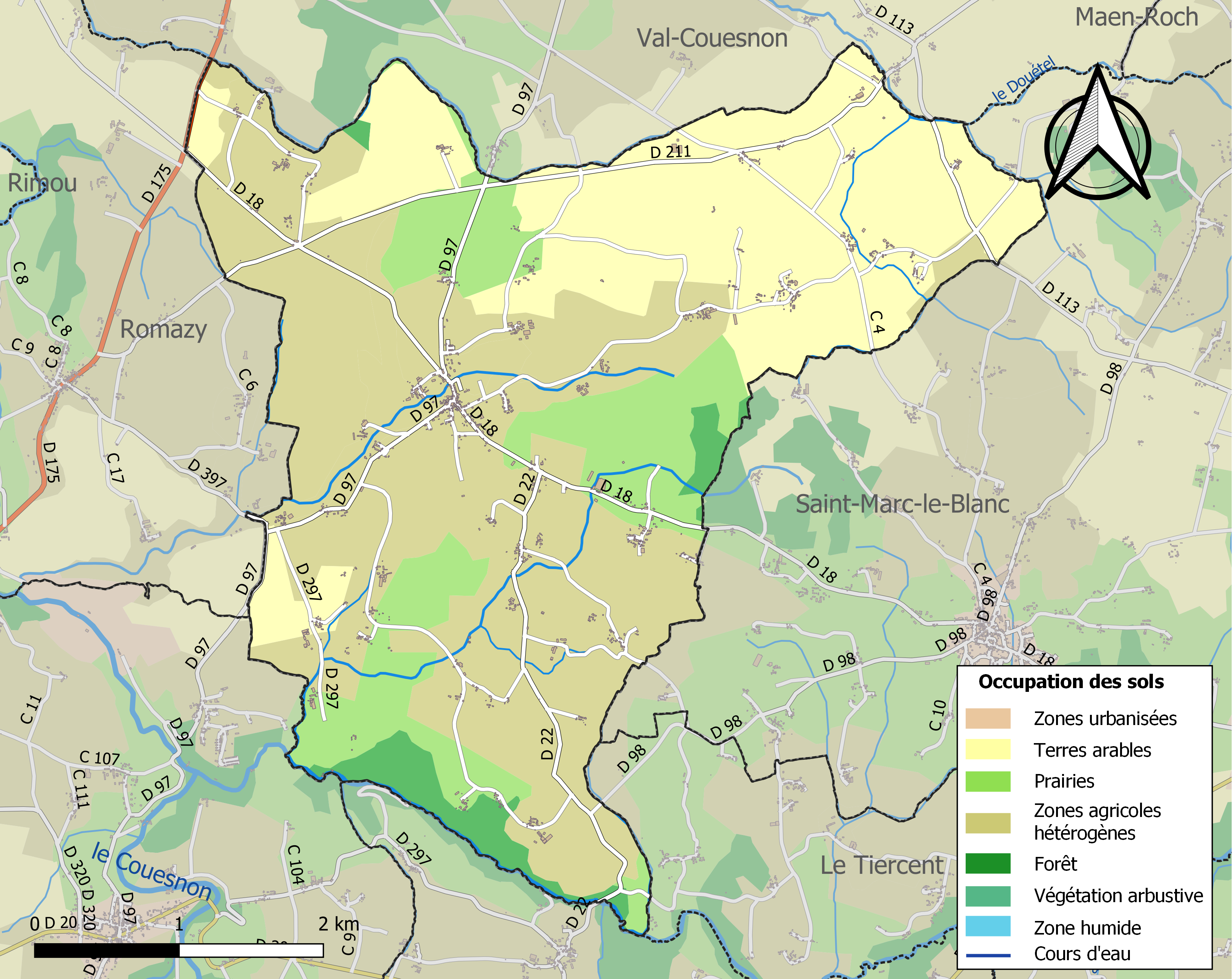
Carte des infrastructures et de l'occupation des sols de la commune en 2018 (CLC).

## Toponymie
Le nom de la localité est attesté sous la forme Ecclesia Calviniaci au XIe siècle, Calvigneium et Chauvigneium au XIIIe siècle, Chauvigneyum en 1516.
Ce toponyme provient, semble-t-il, de l'agglutination du nom de personne gallo-romain calvinius et du suffixe acum qui signifie : « la terre de calvinius (chauve) »[réf. nécessaire] .

## Histoire

### LeXXesiècle

#### La Belle Époque
L'école de Chauvigné tenue par des religieuses est laïcisée à compter du 14 septembre 1903 en vertu de la loi sur les congrégations.

## Héraldique
| Blason de Chauvigné | Blason  | D'or à la fasce fuselée de quatre pièces de sable; au chef d'argent chargé de trois mouchetures d'hermine de sable. |
| Blason de Chauvigné | Détails | Le statut officiel du blason reste à déterminer.                                                                    |

## Politique et administration

### Rattachements administratifs et électoraux

#### Circonscriptions de rattachement
Chauvigné appartient à l'arrondissement de Fougères-Vitré et au canton de Val-Couesnon (anciennement canton d'Antrain) depuis sa création. Le redécoupage cantonal de 2014 a modifié sa composition puisqu'il englobe désormais le canton de Saint-Brice-en-Coglès et une partie de celui de Saint-Aubin-d'Aubigné.
En ce qui concerne l'élection des députés, la commune fait partie de la sixième circonscription d'Ille-et-Vilaine, représentée depuis juin 2007 par Thierry Benoit (HOR-ENS). Auparavant, elle a successivement appartenu au collège électoral de Saint-Malo (Seconde Restauration), la circonscription de Fougères (Monarchie de Juillet, Second Empire et IIIe République) et la 5e circonscription (1958-1986).

#### Intercommunalité
Depuis le 1er janvier 2017, date de sa création, la commune appartient à la communauté de communes Couesnon Marches de Bretagne. Cette intercommunalité a succédé à la communauté de communes du canton d'Antrain, fondée en décembre 1992, qui a elle-même pris la suite du SIVOM du canton d'Antrain créé en 1966.
Chauvigné fait également partie du Pays de Fougères.
| Élections                  | Élections                     | Circonscription électorale   | Élu de la circonscription       | Élu de la circonscription  | Élu de la circonscription | Élu de la circonscription |
| Niveau                     | Type                          | Circonscription électorale   | Titre                           | Nom                        | Début de mandat           | Fin de mandat             |
| -------------------------- | ----------------------------- | ---------------------------- | ------------------------------- | -------------------------- | ------------------------- | ------------------------- |
| Commune / Intercommunalité | Municipales et communautaires | Chauvigné                    | Maire                           | Henri Rault                | 2020                      | 2026                      |
| Commune / Intercommunalité | Municipales et communautaires | Couesnon Marches de Bretagne | Président de l'intercommunalité | Christian Hubert           | 2020                      | 2026                      |
| Département                | Départementales               | Canton de Val-Couesnon       | Conseiller départemental        | Aymar de Gouvion Saint-Cyr | 2021                      | 2028                      |
| Département                | Départementales               | Canton de Val-Couesnon       | Conseillère départementale      | Aline Guiblin              | 2021                      | 2028                      |
| Région                     | Régionales                    | Région Bretagne              | Président du conseil régional   | Loïg Chesnais-Girard       | 2021                      | 2028                      |
| Pays                       | Législatives                  | Sixième circonscription      | Député                          | Thierry Benoit             | 2024                      | 2027                      |

### Administration municipale
Le nombre d'habitants au dernier recensement étant compris entre 500 et 1 499, le nombre de membres du conseil municipal est de 15.

### Liste des maires

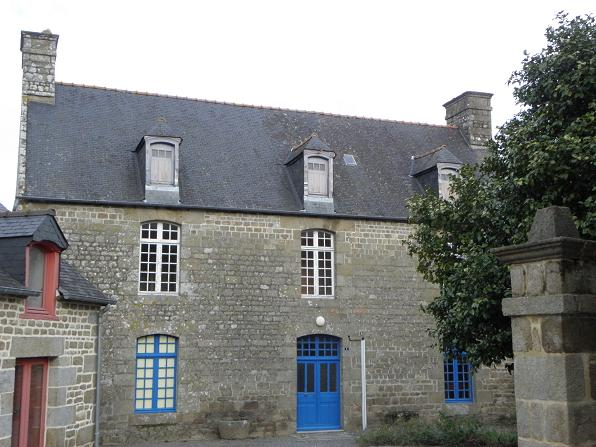
La mairie.

| Période                                  | Période              | Identité                | Étiquette | Qualité                                               |
| ---------------------------------------- | -------------------- | ----------------------- | --------- | ----------------------------------------------------- |
| Les données manquantes sont à compléter. |                      |                         |           |                                                       |
| 1921                                     | juillet 1974 (décès) | Vital Chevrel           |           |                                                       |
| août 1974                                | mars 1989            | Léon Brault (1910-1995) |           | Adjoint au maire (1967 → 1974) Maire honoraire (1989) |
| mars 1989                                | mars 2001            | Joseph Berthelot        |           | Retraité                                              |
| mars 2001                                | En cours             | Henri Rault             | DVG       | Agriculteur                                           |

### Jumelages
- Steinfeld (Allemagne) depuis 1992.

## Démographie
L'évolution du nombre d'habitants est connue à travers les recensements de la population effectués dans la commune depuis 1793. Pour les communes de moins de 10 000 habitants, une enquête de recensement portant sur toute la population est réalisée tous les cinq ans, les populations de référence des années intermédiaires étant quant à elles estimées par interpolation ou extrapolation. Pour la commune, le premier recensement exhaustif entrant dans le cadre du nouveau dispositif a été réalisé en 2004.
En 2022, la commune comptait 807 habitants, en évolution de −6,16 % par rapport à 2016 (Ille-et-Vilaine : +5,46 %, France hors Mayotte : +2,11 %).
| 1793 | 1800 | 1806 | 1821 | 1831 | 1836 | 1841 | 1846  | 1851  |
| ---- | ---- | ---- | ---- | ---- | ---- | ---- | ----- | ----- |
| 972  | 934  | 946  | 937  | 971  | 976  | 938  | 1 047 | 1 156 |

| 1856  | 1861  | 1866  | 1872  | 1876  | 1881  | 1886  | 1891  | 1896  |
| ----- | ----- | ----- | ----- | ----- | ----- | ----- | ----- | ----- |
| 1 165 | 1 204 | 1 229 | 1 292 | 1 267 | 1 208 | 1 204 | 1 200 | 1 180 |

| 1901  | 1906  | 1911  | 1921  | 1926 | 1931 | 1936 | 1946 | 1954 |
| ----- | ----- | ----- | ----- | ---- | ---- | ---- | ---- | ---- |
| 1 129 | 1 194 | 1 172 | 1 057 | 964  | 987  | 959  | 887  | 840  |

| 1962 | 1968 | 1975 | 1982 | 1990 | 1999 | 2004 | 2006 | 2009 |
| ---- | ---- | ---- | ---- | ---- | ---- | ---- | ---- | ---- |
| 789  | 741  | 704  | 617  | 566  | 575  | 665  | 710  | 770  |

| 2014 | 2019 | 2022 | - | - | - | - | - | - |
| ---- | ---- | ---- | - | - | - | - | - | - |
| 849  | 808  | 807  | - | - | - | - | - | - |

## Culture locale et patrimoine

### Lieux et monuments
- Église paroissiale Notre-Dame. Elle présente un plan en croix latine couvert de lambris. Elle conserve des vestiges romans dans le mur nord de la nef et l'abside[32]. Elle est remaniée au XVe siècle (porches, baies, charpente) puis au XVIe siècle (chapelle nord, abside). Un transept est ajouté aux XVIIIe – XIXe siècle et la nef rallongée en 1851. Le clocher est modifié au début du XXe siècle[33].

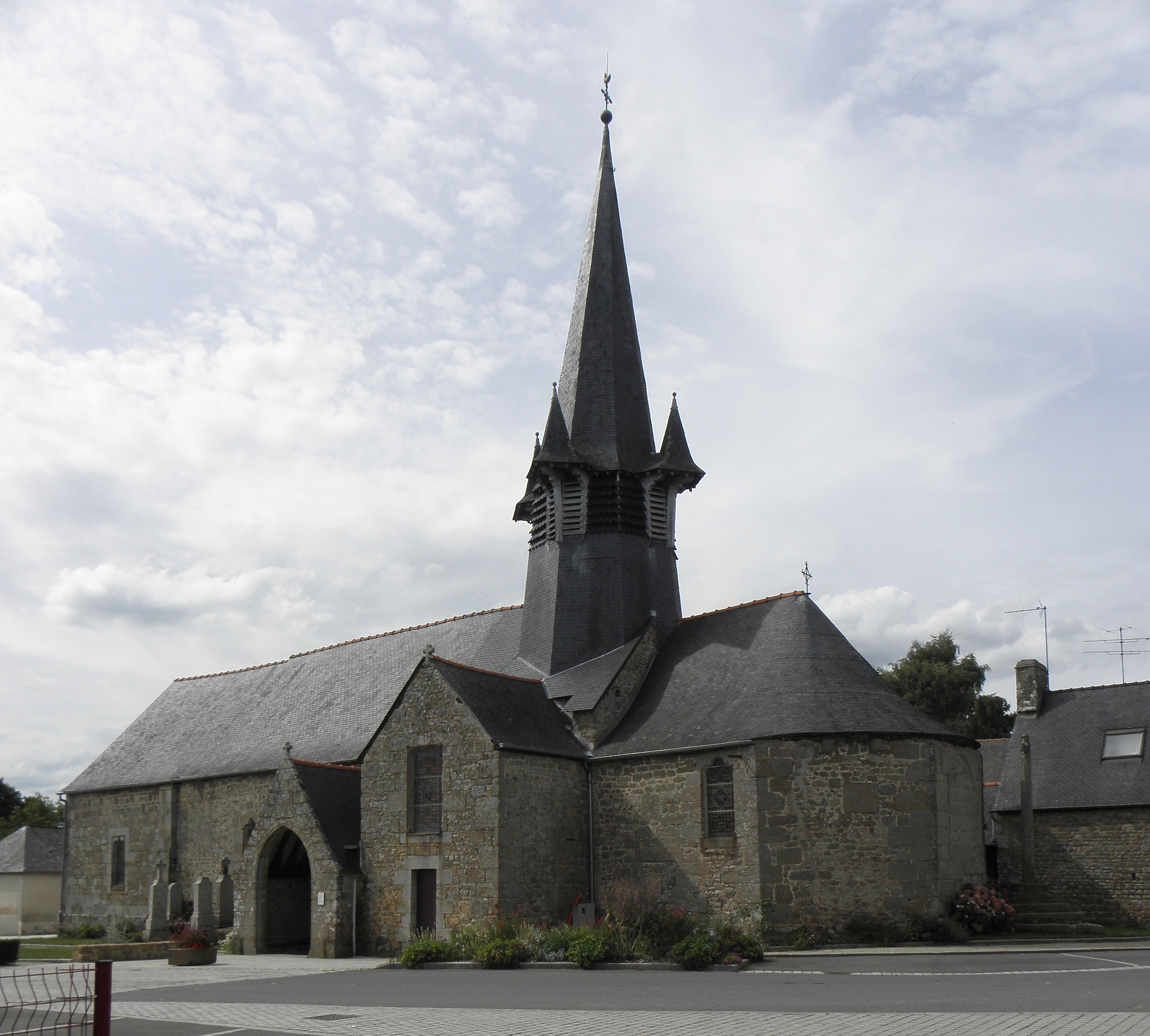
L'église Notre-Dame.
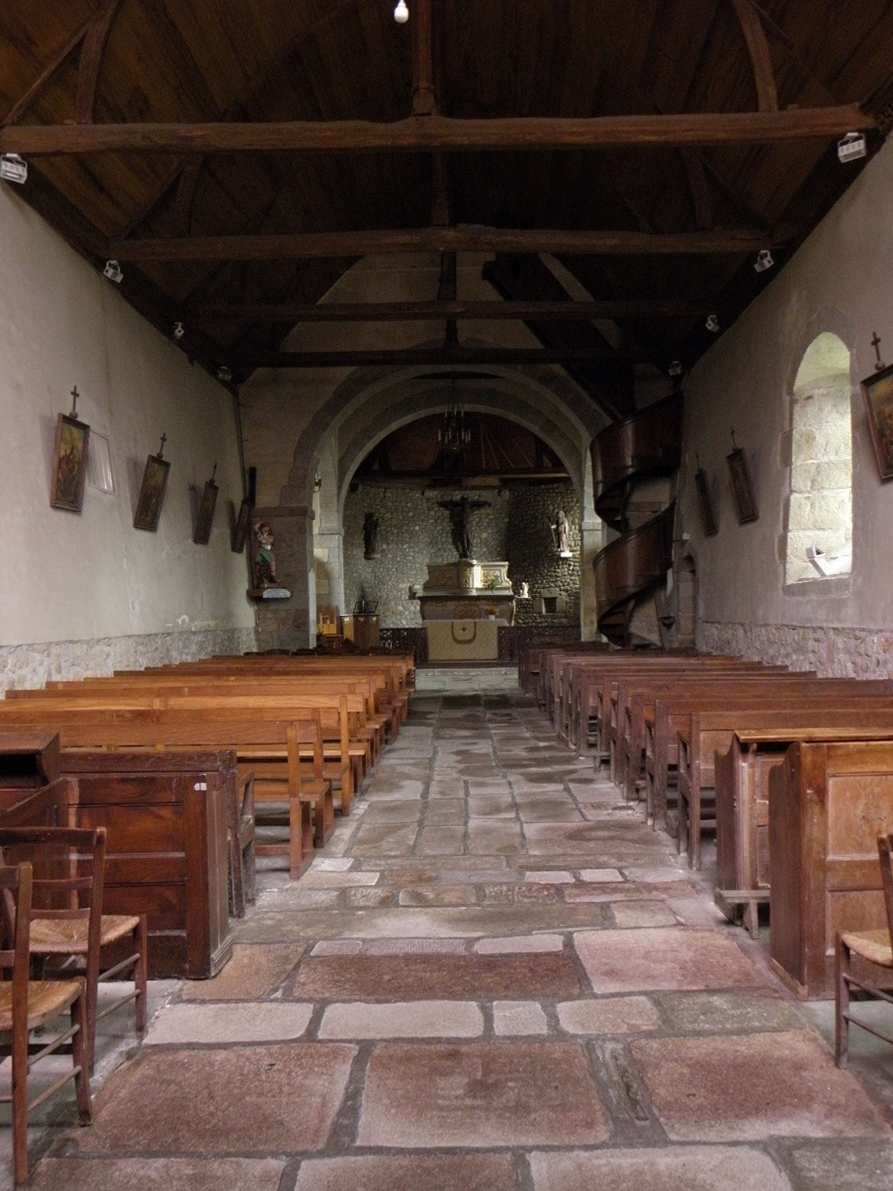
Vue intérieure.

### Personnalités liées à la commune
- L'abbé André-Marie Talvas (28 avril 1907 - 28 février 1992), cofondateur du Mouvement Vie Libre et du Mouvement du nid est né dans la commune[34].